# Alexandru Cicâldău
Alexandru Cicâldău (* 8. Juli 1997 in Medgidia) ist ein rumänischer Fußballspieler. Er wird als Mittelfeldspieler eingesetzt und ist seit März 2018 rumänischer Nationalspieler.

## Karriere

### Verein
Cicâldău begann mit dem Fußballspielen im Alter von acht Jahren und wechselte im Alter von 13 Jahren in die bekannte Jugendakademie von Gheorghe Hagi, die Nachwuchsabteilung von Hagis Verein FC Viitorul Constanța. Im Frühjahr 2016 wurde er in die erste Mannschaft befördert. Am 31. März 2016 (4. Spieltag) gab er beim 1:1-Unentschieden gegen die ASA Târgu Mureș sein Debüt in der höchsten rumänischen Spielklasse, als er in der 79. Spielminute für Ianis Hagi eingewechselt wurde. In dieser Saison 2015/16 bestritt er einen weiteren Einsatz. In der nächsten Spielzeit 2016/17 absolvierte er sieben Ligaspiele und gewann mit seiner Mannschaft die Liga. Cicâldău gelang in der folgenden Saison 2017/18 etablierte er sich als Stammspieler bei Viitorul. Am 28. April (7. Spieltag der Meisterrunde) traf er beim 3:3-Unentschieden gegen den CS Universitatea Craiova erstmals für seinen Verein. In dieser Spielzeit kam er zu 34 Einsätzen in der Liga I.
Am 6. Juli 2018 wechselte Alexandru Cicâldău zum Ligakonkurrenten CS Universitatea Craiova, wo er einen Vierjahresvertrag unterzeichnete. Als Ablösesumme wurden in den Medien Summen von 750.000 bis zu einer Million Euro genannt. Im Spiel um den Supercupa României gab er sein Debüt für seinen neuen Verein. Das Spiel endete mit einer 0:1-Niederlage. Die Ligasaison 2018/19 startete er mit sieben Vorlagen in den ersten elf Spielen und kürte seinen guten Beginn am 26. Oktober (13. Spieltag) mit seinem ersten Treffer beim 3:0-Auswärtssieg gegen Astra Giurgiu. Er netzte in dieser Spielzeit vier Mal und bereitete sieben Tore vor.
Am 24. Juli 2021 gab der türkische Verein Galatasaray Istanbul die Verpflichtung von Alexandru Cicâldău bekannt. Galatasaray muss in den kommenden drei Jahren eine Ablöse in Höhe von 6,5 Millionen Euro bezahlen. Außerdem kann Cicâldău Galatasaray für die festgeschriebene Ablösesumme von 25 Millionen Euro verlassen.

### Nationalmannschaft
Für die rumänische U18-Nationalmannschaft bestritt er im März 2015 ein Länderspiel. Von November 2015 bis März 2016 kam er zu sechs Einsätzen für die U19.
Von März 2017 bis Juni 2019 bestritt er 15 Länderspiele für die rumänische U21-Mannschaft, in denen er zwei Tore erzielte. Den Abschluss seiner U-Laufbahn bildete die U21-Europameisterschaft 2019 in Italien und San Marino, bei der in allen vier Spielen zum Einsatz kam.
Bereits im März 2018 erhielt er seine erste Nominierung für die A-Auswahl von Cheftrainer Cosmin Contra. Am 24. März debütierte er beim 2:1-Sieg im freundschaftlichen Länderspiel gegen Israel, als er in der Schlussphase für Răzvan Marin eingewechselt wurde.

## Erfolge

### Verein
FC Viitorul Constanța
- Rumänischer Meister: 2016/17

Universitatea Craiova
- Rumänischer Pokalsieger: 2020/21
- Rumänischer Superpokal-Sieger: 2021

### Individuelle Auszeichnungen
- Mannschaft der Saison in der rumänischen Meisterschaft: 2018/19